# Monacon abruptum
Monacon abruptum är en stekelart som beskrevs av James Waterston 1922. Monacon abruptum ingår i släktet Monacon och familjen gropglanssteklar. Inga underarter finns listade i Catalogue of Life.